# Myrica californica
Myrica californica là một loài thực vật có hoa trong họ Myricaceae. Loài này được Cham. & Schltdl. mô tả khoa học đầu tiên năm 1831.